# Донець Соломія
Соломія Доне́ць  (також Солоха Донцівна, ?—1649) — активна учасниця  Визвольної війни українського народу. Учасниця Битви під Пилявцями, та Битви під Заславом.  Сестра козацького полковника Івана Донця.
Дані про Соломію суперечні, її вважали за особисту відьму Богдана Хмельницького, що захищала від ворожби гетьмана, та віщувала йому майбутнє.  Відомості про неї належать Самуелю Твардовському, та Мартину Кучваревичу.
У 1649 році під час Битви під Заславом її було захоплено у полон, і після тортур страчено.

## Родинні зв’язки
Соломія Донець була сестрою козацького полковника Івана Донця, шурином якого був відомий український та донський козацький отаман Олекса Хромий (Лесько Черкашенин), сам Олексій Хромий був названим братом донського отамана Степана Разіна.
Місце народження Соломії невідомо, але Іван Донець  та Олексій Хромий походили з Полтавського козацького полку (перший з Книшівки, другий з Опішні).
Також деякі письменники (такі як Гумілевський Д. Г. (Філарет)) висловлювали думку, що Іван Донець та Григорій Донець могли бути родичами.

## У літературі
Соломія Донець стає прообразом для персонажу «відьмі Горпини» з Чортового Яру, роману Генрика Сенкевича «Вогнем і мечем».
У однойменній стрічці Єжи Гоффмана «Вогнем і мечем» (1999), роль Горпини виконала Руслана Писанка.